# Rigidität (Psychologie)
Rigidität (lateinisch rigiditas „Starre, Härte“) ist ein Begriff aus der Verhaltenspsychologie. Er bezeichnet die Geisteshaltung bzw. Charakterstruktur einer Person, die von Unnachgiebigkeit, Eigensinn, Engstirnigkeit oder auch geistiger Unbeweglichkeit und Vorurteilen geprägt ist.
Diese Verhaltenstendenzen werden v. a. als Kernsymptome der zwanghaften Persönlichkeitsstörung (ICD-10 F60.5) gesehen. Der Nachweis gelingt auch mit Hilfe einiger psychologischer Tests, die spezielle Rigiditätsskalen enthalten.

## Rigidität als menschliche Verhaltenstendenz
In Verbindung mit der menschlichen Verhaltenstendenz wird Rigidität auch als Starrsinn bezeichnet. Ähnliche Bedeutung haben die Schimpfwörter Dickkopf, Dickschädel, Pedant, Sturkopf oder (veraltet) Starrkopf.

### Etymologie
Johann Christoph Adelungs Grammatisch-kritisches Wörterbuch definierte Starrheit 1801 als „ein starrer Sinn, eine unbiegsame Gemüthsfassung, da man allen Gründen hartnäckig widerstehet“, abgeleitet vom Adjektiv starr „in einem hohen Grade steif und unbiegsam“. In Hamburg auch „sturr, im Schwedischen stark und starr, […]. Es ist mit störrig nahe verwandt, und wie aus dem verdoppelten r erhellet, ein Intensivum von einem veralteten star, von welchem auch stark abstammet. Ehedem war im Oberdeutschen für starr auch rag üblich, welches augenscheinlich zu dem Geschlechte des Lat. rigidus gehöret.“

### Starrsinn im Alter
Besonders gebräuchlich ist der Begriff Starrsinn im Zusammenhang mit älteren Menschen, wofür häufig der Begriff „Altersstarrsinn“ benutzt wird. Damit einher geht oft die Annahme, dieser sei ein krankhafter Zustand (im Sinne von Geisteskrankheit), ein Symptom einer beginnenden Demenz. Dazu hat das Bayerische Oberste Landesgericht festgestellt, dass Altersstarrsinn  für sich allein betrachtet keine psychische Krankheit oder geistige oder seelische Behinderung darstellt, die etwa das Einschalten eines Vormundes oder eines Betreuers nötig mache.
Der Psychologe Clemens Tesch-Römer, Institutsleiter des Deutschen Zentrums für Altersfragen in Berlin, bezeichnet die Ausprägung als abhängig von der individuellen Lebenseinstellung. Eine Einschränkung der geistigen Flexibilität sei keine Frage des Alters, sondern die „Offenheit für Erfahrung hängt maßgeblich mit dem Lebenslauf einer Person zusammen“. Die Fähigkeit der kristallinen Intelligenz entspräche dem Potenzial, Wissen und Erfahrung anzusammeln und zu nutzen. „Diese Fähigkeit lässt Politiker, Schriftsteller und andere produktiv-kreativ arbeitende Menschen auch noch im hohen Alter Höchstleistungen vollbringen“ und sei bis ins hohe Alter verhältnismäßig konstant.

## Rigidität in der Berufswelt und in Unternehmen
Die Rigidität ist der Untergang eines auf Veränderung angewiesenen sozialen Systems und hat damit direkt Relevanz für Unternehmen. Gefährdet sind insbesondere Unternehmen, die auf Erfolge in der Vergangenheit zurückblicken und an ihrer Erfolgsstrategie festhalten. Natürlich kann eine Organisation nicht rigide genannt werden, es sind die Menschen, die diese Organisation führen. Die Gefährdung von Führungskräften folgt aus der Kehrseite ihrer Stärken: Fokussierung auf das Wichtige, Eigenständigkeit gegenüber Mitarbeitern und das meist stark ausgeprägte Erfolgsbewusstsein. Hinzu kommen Zeit- und Leistungsdruck, die durch die Stressreaktion zu Wahrnehmungsverengungen und oberflächlichem Aktionismus verleiten.
Kennzeichen rigider Strukturen sind Vornehmheit, Rituale, mit denen sich selbst gefeiert wird, und die Vermeidung unstatthafter, kritischer Infragestellungen. Die Auswirkungen sind schnell Stillstand, eine Verteidigungshaltung gegenüber dem Markt und ein meist unaufhaltsamer Rückgang der Ergebnisse. Bis zuletzt dominiert die Selbsttäuschung, die Hoffnung auf eine Veränderung der Umstände beispielsweise oder den durchbrechenden Erfolg eines neuen Wundermittels, sei es der neue Großkunde oder das neue Produkt. Wenn die so verzögerte Veränderung dann aber schließlich von außen aufgezwungen wird, ist der Substanzverlust für eine erfolgreiche Sanierung in der Regel bereits zu groß.
Vorbeugende Maßnahmen liegen auf Unternehmensebene in den grundlegenden Orientierungen gegenüber Veränderung, Unsicherheit, Kritik und Fehlern. Wer verändern will, muss die Angst vor Fehlern nehmen, muss Unsicherheit positiv als Zeichen des Vorangehens werten und muss vor allem einen kritisch-kontroversen Dialog als Voraussetzung für jede Entscheidungsfindung selbstverständlich machen. Führungskräfte dürfen nicht verlernen, Emotionen zu sehen und für die Motivation zu berücksichtigen, und das heißt insbesondere, Ziele als „zukünftige, geplante Erfolgserlebnisse“ zu verstehen und aufzubereiten. 
Rigidität ist die Selbsttäuschung von Sicherheit. Sie funktioniert durch ein mentales Verschließen der Augen vor der Realität. Kurzfristig schafft das ein gutes Gefühl, welches jedoch illusorisch ist, und beruhigt. Ein wirklich gutes Gefühl schaffen jedoch nur Zielerreichungen, die über das Bestehende hinausgehen und damit den eigenen Fingerabdruck erhalten.
Eine Untersuchung von Paul C. Nutt zu Managemententscheidungen lieferte beispielsweise folgenden Befund:
400 Entscheidungen nahm der Forscher exemplarisch unter die Lupe; dabei spielte die Größe der Unternehmen keine Rolle. Demnach
- entschieden die Chefs 130-mal in nahezu diktatorischer Weise, indem sie sich über die Meinung ihrer Teams hinwegsetzten; 42-mal änderten sie ihre eigene Meinung doch noch selbst und ließen das Projekt fallen, nachdem bereits erhebliche Kosten entstanden waren;
- änderten zwei Drittel aller Vorstandsvorsitzenden ihre selbst gesetzten Ziele auch dann nicht, wenn sich diese im Marktumfeld als absolut unrealistisch erwiesen;
- entschieden 81 % der Manager aus Überzeugung von der eigenen Unfehlbarkeit, woraufhin 53 % solcher Projekte zum wirtschaftlichen Fiasko gerieten;
- gaben lediglich 7 % aller befragten Manager an, langfristige Aspekte berücksichtigt und sich mit den Fachabteilungen ausreichend ausgetauscht zu haben.